# Hunter River
Pour les articles homonymes, voir Hunter.
Hunter River est un village dans le comté de Queens de l'Île-du-Prince-Édouard, au Canada, au nord-ouest de Charlottetown. Le village est situé sur la rivière Hunter.
Il fut suggéré que Hunter River est représenté dans les ouvrages de Lucy Maud Montgomery comme Bright River dans la région fictive d'Avonlea.

## Démographie
| 2001 | 2006 | 2011 | 2016 |
| ---- | ---- | ---- | ---- |
| 354  | 319  | 294  | 356  |

## Personnalités

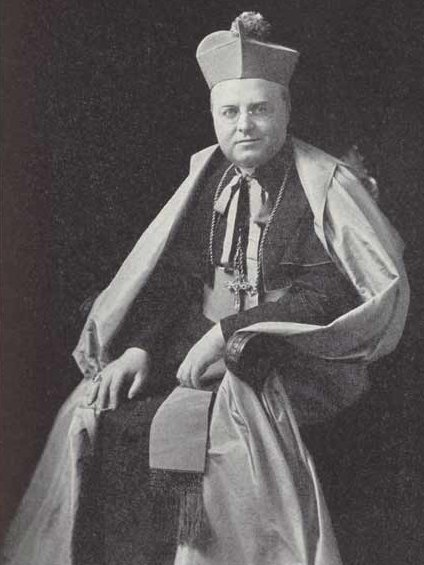
Le cardinal James Charles McGuigan.

Le cardinal et archevêque de Toronto James Charles McGuigan est né à Hunter River.